# Françoise Minkowska
Françoise Minkowska, Franciszka Minkowska-Brokman (ur. 2 stycznia 1882 w Moskwie, zm. 15 września 1950 w Paryżu) – polska i francuska lekarka psychiatra, żona Eugeniusza (Eugène′a Minkowskiego). Wprowadziła do psychiatrii pojęcie gliszroidii.

## Życiorys
Córka Emila, kaliskiego kupca, i Anny z Blumentalów. Jej rodzice rozwiedli się w 1892 roku. W 1901 ukończyła II Gimnazjum Żeńskie w Warszawie. Następnie studiowała medycynę na Uniwersytecie w Bernie i Uniwersytecie w Zurychu (1903–1909). Tytuł doktora medycyny otrzymała 22 stycznia 1909 po przedstawieniu dysertacji napisanej w klinice chorób wewnętrznych Hermanna Eichhorsta. Po nostryfikowaniu dyplomu na Uniwersytecie w Kazaniu przez pewien czas pracowała w Otwocku, a potem w Monachium pod kierunkiem Wilhelma von Stauffenberga. W 1912 roku została wolontariuszką w klinice Eugena Bleulera w Zurychu. W marcu 1915 razem z mężem, Eugeniuszem Minkowskim (1885-1972), opuściła Szwajcarię i zamieszkała we Francji. Zmarła w Paryżu, 17 listopada 1950 została pochowana na Cimètiere Parisien de Bagneux. Mowę na jej pogrzebie wygłosił Jacques Lacan.
Synem Franciszki i Eugeniusza Minkowskich był Alexandre Minkowski (1915–2004), francuski pediatra, ojciec dyrygenta, Marca Minkowskiego (ur. 1962).

## Dorobek naukowy
W jej dorobku znajduje się ponad 50 prac w językach francuskim, niemieckim i polskim. Część prac ukazała się pośmiertnie, staraniem jej męża. Tematyka jej prac dotyczyła dziedziczności chorób umysłowych, psychopatologii padaczki, zastosowania testu projekcyjnego Rorschacha. Dokładnie badała osobowość padaczkową, wprowadziła na jej określenie termin gliszroidii (gliskroidii).

## Wybrane prace
- Charakterologische Probleme im Lichte psychiatrischer und genealogischer Hereditätsforschung (mit besonderer Berücksichtigung der Epileptoidie. Zeitschrift für die gesamte Neurologie und Psychiatrie, 1923
- Epilepsie und Schizophrenie im Erbgang: mit besonderer Berücksichtigung der epileptoiden Konstitution und der epileptischen Struktur; mit 15 Stammbaumtafeln und 14 Zahlentabellen. Orell Füssli, 1937
- Le Rorschach a la recherche du monde des formes. Paris: Desclée de Brouwer, 1956